# Annada
Annada è un villaggio degli Stati Uniti d'America, situato nello Stato del Missouri, nella contea di Pike.